# Fritz Egner
Fritz Egner (* 3. August 1949 in München) ist ein deutscher Hörfunk- und Fernsehmoderator. Er gilt als Kenner der Rock/Pop-Szene Ende der 1960er und 1970er Jahre.

## Kindheit und Ausbildung
Fritz Egner wurde am 3. August 1949 in München geboren. Er wuchs in Pasing auf. Sein Vater arbeitete bei der Bundesbahn. Egner hat eine zehn Jahre ältere Schwester. Er machte eine Lehre als Starkstromtechniker.

## Karriere
In den 1970er Jahren arbeitete Fritz Egner zunächst als Toningenieur bei AFN am Sender München. Dort wurde er 1974 entdeckt, als er kurzfristig für einen ausgefallenen Moderator einsprang. 1979 wechselte er als Moderator zu Bayern 3, wo er sich mit seinen Kollegen Thomas Gottschalk und Günther Jauch anfreundete und diverse Co-Moderationen mit ihnen hatte.
Von 1985 bis 1994 moderierte Egner die Fernsehsendung Dingsda, in der Prominente Begriffe erraten mussten, die von Kindern umschrieben wurden. Er kommentierte für die ARD den Eurovision Song Contest 1990 in Zagreb und moderierte am 13. Dezember 1992 das Konzert Heute die – morgen du!, das als Antwort auf die rechtsextremistischen Ausschreitungen in Rostock-Lichtenhagen sowie die Mordanschläge von Mölln stattfand. 1990 präsentierte Fritz Egner in der Reihe Showfritz Fernsehunterhaltung aus anderen Ländern.
Ab 1994 moderierte er die Sendungen Entweder Oder und Glücksspirale im ZDF. Zwischen 1995 und 2003 moderierte er die Versteckte Kamera im ZDF. Von 1996 bis 2005 war Egner bei Sat.1 tätig und führte durch die Sendung WWW – Die Witzigsten Werbespots der Welt. 1995/96 moderierte er die Quizsendung XXO – Fritz & Co, 1996/1997 präsentierte Egner die Weltgeschichte des Tierfilms.
Egner war regelmäßig als Moderator bei Bayern 3 zu hören. Er moderierte dort Fritz und Hits, das sich mit Mensch, Otto! – Stars am Sonntag mit Thorsten Otto abwechselte, sowie mehrfach Christmas Hits mit Fritz an Heiligabend.
Vom 13. Januar 2013 bis zur Einstellung der Sendung am 26. Juli 2015 moderierte er zudem sonntags im Wechsel mit Jürgen Hermann, Fred Kogel und Jim Sampson den Bayern 3 Kultabend – Der Soundtrack deines Lebens.
Am 30. Juli 2015 wurde die Sendung Now & Then im BR Fernsehen ausgestrahlt. Dabei präsentierte er gemeinsam mit PULS-Moderatorin Christina Wolf die Geschichte der Disco-Musik.
Im Dezember 2015 verließ Egner nach mehr als 35 Jahren Bayern 3. Vom 15. Januar 2016 bis zum 6. Dezember 2024 moderierte er freitagabends von 20:00 bis 23:00 Uhr die Sendung „Fritz & Hits – die größten Künstler der Musikgeschichte“ in Bayern 1. Danach beendete der Bayerische Rundfunk den Vertrag mit Fritz Egner. Grund ist eine Neuausrichtung des Abendprogramms.
In 50 Jahren hat Fritz Egner viele Stars der Musikwelt interviewt und ein Archiv mit über 400 Interviews, Fotos, persönliche Widmungen und Konzerttickets angelegt; darin finden sich Dokumente von Künstlern wie Mick Jagger, James Brown, Madonna, Sting, Phil Collins, ABBA oder Whitney Houston. 2024 wurde daraus ein Musik-Quiz gestaltet. Quiz mit Fritz ist ein interaktives Musik-Spiel für iOS- und Android-Geräte und umfasst insgesamt 2.800 Fragen mit Interviews, Fotos und Anekdoten aus Fritz Egners persönlichen Archiv.
Im Januar 2025 startete Fritz Egner seinen Instagram-Account fritzegner.official und kündigte eine Rückkehr in einer neuen Version der App Quiz mit Fritz und beim Sender Schwarzwaldradio an. Seit März 2025 läuft jeden Mittwoch die Sendung Fritzwoch.

## Privates
Fritz Egner ist verheiratet und Vater einer Tochter und eines Sohnes. Nach einem Dreh in Las Vegas lernte er seine Frau, die Flugbegleiterin ist, im Flugzeug kennen. Er hat eine Sammlung von 25.000 LPs und 20.000 CDs.

## Auszeichnungen
- 1989 – Bayerischer Fernsehpreis für Dingsda (BR)
- 1995 – Goldener Nürnberger Trichter der Nürnberger Trichter Karnevalsgesellschaft
- 2025 – Bayerischer Verdienstorden[17]

## Werke
- Mein Leben zwischen Rhythm & Blues, LangenMüller, München 2013, ISBN 978-3-7844-3330-1. [Autobiografie]

## Trivia
Seine bekannte Musiksendung Hits und Fritz wird von der Biermösl Blosn in deren Stück Bayern 3 erwähnt.